# Cangrejo (île)
Pour les articles homonymes, voir Cangrejo.
Cangrejo (isla Cangrejo, en espagnol, littéralement « île du Crabe ») est une île côtière du delta de l'Orénoque, au Venezuela. Elle forme, avec sa voisine Cangrejito, l'extrémité sud-ouest des îles deltaïques du grand fleuve d'Amérique du Sud.

## Situation
L'île de Cangrejo est une des très nombreuses îles du delta de l'Orénoque et forme avec ses voisines, Cangrejito à l'est dont elle est séparée par un étroit chenal, et Burojo à l'ouest, un chapelet située dans le lit du principal défluent de l'Orénoque, le río Grande.